# Wolfram
 For alternative betydninger, se Wolfram (flertydig). (Se også artikler, som begynder med Wolfram)
Wolfram er et grundstof med atomnummer 74 og symbolet W. Det er et hårdt, tungt, stålgråt til hvidt overgangsmetal og især kendt for at være metallet med det højeste smeltepunkt og det højeste kogepunkt.
Den lille kugle i spidsen af kuglepenne indeholder wolfram. Tidligere anvendtes wolfram meget til glødetråde i glødelamper og radiorør. Det er også korrosionsbestandigt og bruges i legeringer. Anvendes også til TIG-svejsning og i ammunition, hovedsageligt til panserværnsvåben, hvor projektilet enten er beklædt med, eller er helt af wolfram. Derudover er det også meget brugt til dartpile.
I Danmark og mange andre europæiske lande hedder grundstoffet wolfram, men i blandt andet engelsktalende lande kaldes det tungsten. I takt med den voksende anglicisme, er der nogle, der bruger betegnelsen ‘tungsten’ på dansk.

## Historie
Allerede i det 16. århundrede beskrev den tyske mineralog Georgius Agricola et metal, der forekom i tinmalm fra Sachsen, og som voldte problemer i tinsmeltningen. Han gav metallet det latinske navn lupi spuma (ulve-skum), som så senere blev til Wolfram fra tysk Wolf-rahm (ulvefråde). Det er dog ikke sikkert om det metal han beskrev virkelig var wolfram.
Wolframs andet navn tungsten stammer fra den svenske kemiker Carl Wilhelm Scheele, som i 1781 gav navnet til det indtil da ukendte mineral calciumwolframat (CaWO4). Rent wolfram blev for første gang produceret i 1783 af Fausto og Juan José Elhuyar, som arbejdede for Scheele, ved reduktion af wolframtrioxid.

## Forekomster
Wolfram står for ca. 0,00001 % af jordskorpen og optræder ikke rent i naturen. Der er flere wolframmineraler, både oxider og wolframater. De vigtigste malme er wolframit (Mn,Fe)WO4 og scheelit CaWO4, men også stolzit PbWO4 og tuneptit WO3  ·  H2O.
De største forekomster af wolfram findes i Kina, USA, Sydkorea, Bolivia, Kasakhstan, Rusland, Østrig og Portugal. De kendte forekomster ligger på 2,9 mio. ton rent wolfram. Europas største kendte forekomst ligger i Felbertal i Østrig.

## Biologisk rolle
Wolfram er et essentielt næringsstof for nogle organismer. Enzymerne kaldet oxidoreductase bruger wolfram på samme måde som molybdæn bruger det i et wolfram-pterinkompleks.
Den 20. august 2002 offentliggjorde det amerikanske Centers for Disease Control and Prevention at man i urintest på leukæmipatienters familier og kontrolgruppefamilier i området omkring Fallon i Nevada havde påvist forhøjede mængder af wolfram i begge gruppers kroppe. 16 nylige tilfælde af kræft hos børn var blevet opdaget i området og var nu identificeret som en cancer cluster (når en større gruppe end man havde regnet med i det samme geografiske område, får kræft over en bestemt tidsperiode). Det skal bemærkes, at størstedelen af kræftpatienterne ikke var mangeårige beboere i området. Ifølge dr. Carol H. Rubin, afdelingsleder hos Centers for Disease Control, er der ikke nogen data, som viser en sammenhæng mellem leukæmi og wolfram på nuværende tidspunkt.